# چینتک
چینتک (انگلیسی: Chaintech) شرکت سخت‌افزار تایوانی است، که در سال ۱۹۸۶ تأسیس شد.